# داروت چانگپلوک
داروت چانگپلوک (تایلندی: ดารัตน์ ช่างปลูก؛ زادهٔ ۳ فوریهٔ ۱۹۸۸) بازیکن فوتبال اهل تایلند است.
وی همچنین در تیم ملی فوتبال زنان تایلند بازی کرده‌است.